# Stigmatomma agostii
Stigmatomma agostii is een mierensoort uit de onderfamilie van de Amblyoponinae. De wetenschappelijke naam van de soort is voor het eerst geldig gepubliceerd in 2002 door Lacau & Delabie.